# Llengües semítiques

Llengües afroàsiatiques. Les llengües semítiques estan marcades amb el color taronja.

Les llengües semítiques són la subfamília nord-oriental de les llengües afroasiàtiques, de les quals són l'única família que es parla a l'Àsia. Es parlen al Pròxim Orient i al nord d'Àfrica.

## Família

Distribució de les llengües semítiques de l'antiguitat

Entre les llengües semítiques es troben les llengües parlades a l'antiga Mesopotàmia fa més de 3.000 anys. Són, per tant, les llengües documentades més antigues, tot i que fins al 1532 no van ser reconegudes com a família lingüística pròpiament dita (per part de Guillaume Postel). Provenen del protosemític, del qual es disputa l'origen geogràfic.
El terme semítiques per a aquestes llengües és etimològicament incorrecte en l'aspecte que fa referència a la descendència mitològica de Sem, ja que algunes tribus d'aquesta descendència parlaven llengües no semítiques i algunes llengües semítiques eren parlades per tribus descendents de Cam, germà de Sem.
S'agrupen en diverses branques:
- grup occidental
  - grup de Canaan, amb l'hebreu, la llengua fenícia i el samarità
  - l'arameu
- grup oriental, amb l'accadi
- grup meridional, amb l'àrab

Les llengües semítiques més comunes avui dia són l'àrab, l'amhàric, l'hebreu i el tigrinya.
Una altra llengua semítica ja extinta important fou l'ugarític. Cal esmentar també el maltès, oficial a la Unió Europea.

## Característiques comunes
Les llengües semítiques tenen gran abundància de sons fricatius. És difícil reconstruir les vocals de les llengües no parlades avui dia, ja que la majoria d'aquests idiomes no les escriuen i els canvis en l'arrel dels mots en formar derivats fan que sigui difícil aventurar la pronúncia exacta de moltes paraules antigues. Sembla, però, que l'inventari vocàlic és relativament breu en la majoria d'idiomes de la família. Es distingeix sovint entre vocals llargues i breus.
La majoria de les llengües col·loquen el complement al final de la frase, probablement perquè el protosemític del qual deriven totes era una llengua VSO, com encara ho són les llengües clàssiques. Els substantius presenten flexió de cas, tot i que amb tendència a la simplificació o pèrdua. Se'n poden flexionar en tres nombres: singular, dual i plural.
Els verbs es conjuguen afegint prefixos i sufixos i presenten concordança de persona, gènere i nombre amb el subjecte. La principal distinció temporal rau entre el passat i la resta de temps. Les arrels verbals, igual que els lexemes nominals i adjectivals, acostumen a tenir tres consonants (que poden ser simplificades a dues, o ampliades a quatre) que es conjuguen amb l'addició de nous morfemes i sons inserits entre elles.

## Història

### Pobles antics de parla semítica

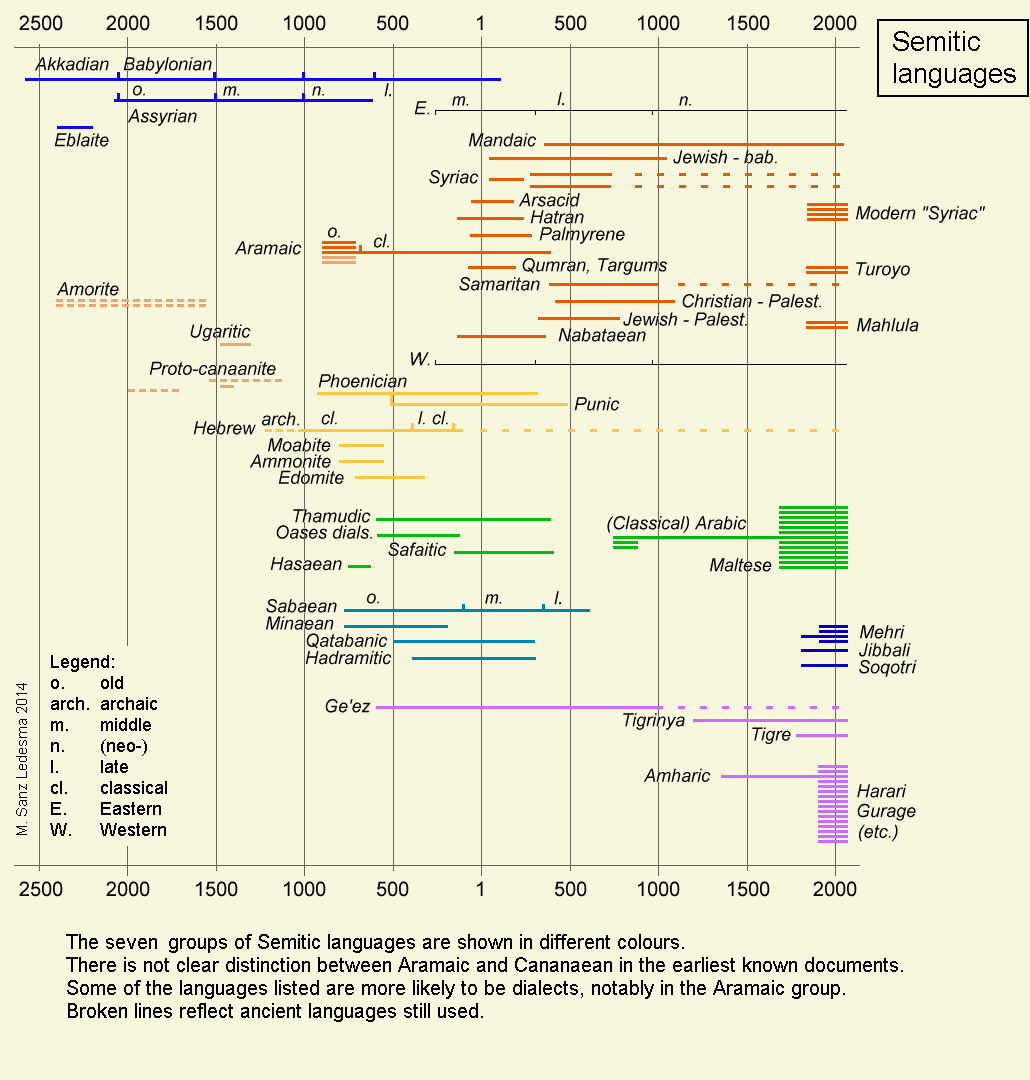
Cartografia cronològica de les llengües semítiques

Les llengües semítiques es parlaven i s'escrivien a gran part de l’Orient Mitjà i Àsia Menor durant l’edat del bronze i l'edat del ferro, i la primera documentada és l’accadi semític oriental de Mesopotàmia (Ackad, Assíria, Isin, Larsa i Babilònia) del tercer mil·lenni aC.
L’origen dels pobles de parla semítica encara està en debat. Es van proposar diversos llocs com a possibles llocs d'un origen prehistòric de pobles de parla semítica: Mesopotàmia, el Llevant, Etiòpia, la regió de la Mediterrània oriental, la península Aràbiga i el nord d'Àfrica. Segons un estudi del 2009, les llengües semítiques es van originar al Llevant c. 3750 aC, i van ser introduïts a la Banya d'Àfrica c. 800 aC des del sud de la península Aràbiga. Altres assignen l'arribada dels parlants semítics a la Banya d'Àfrica a una data molt anterior. Segons una altra hipòtesi, el semític es va originar a partir d'una branca d'una llengua encara més antiga al nord d'Àfrica; la desertificació va provocar l'emigració al quart mil·lenni aC tant al que ara és Etiòpia com al nord-est d'Àfrica cap a l'Àsia occidental.
Les diverses llengües cananees extremadament relacionades i mútuament intel·ligibles, una branca de les llengües semítiques del nord-oest, incloïen l'edomita, l'hebreu, l'ammonita, el moabita, el fenici (púnic / cartaginès), l'hebreu samarita i l'ekronita. Es parlaven al que avui és Israel i els territoris palestins, Síria, el Líban, Jordània, la península del Sinaí nord, algunes parts del nord i est de la península Aràbiga, la franja sud-oest de Turquia i, en el cas del fenici, a les regions costaneres de Tunísia (Cartago), Líbia, Algèria i parts del Marroc, Espanya i possiblement a Malta i altres illes mediterrànies. L'ugarític, una llengua semítica del nord-oest estretament relacionada però diferent del grup cananeu, es parlava al regne d’Ugarit, al nord-oest de Síria.

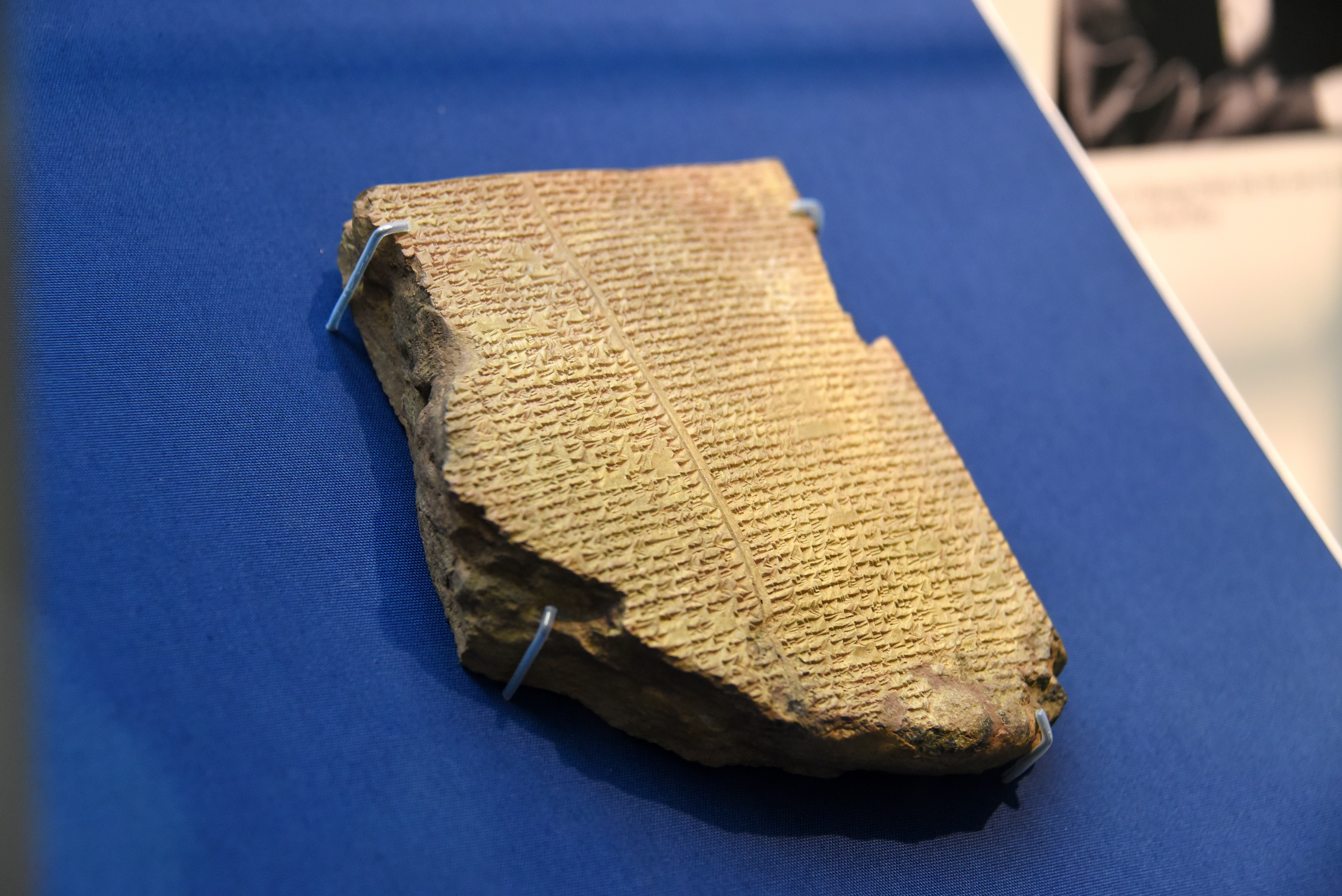
L'Epopeia de Guilgamesh, un poema èpic de l'antiga Mesopotàmia, considerat com la literatura notable més antiga que es conserva, escrita en accadi.

Una llengua híbrida canaano-acadia també va sorgir a Canaan (Israel i els territoris palestins, Jordània, Líban) durant el segle XIV aC, incorporant elements de la llengua accadia mesopotàmica semítica oriental d'Assíria i Babilònia amb la llengua cananea semítica occidental.
L'arameu, una llengua semítica antiga encara viva del nord-oest, testimoniada per primera vegada al segle XII aC al nord del Llevant, va substituir gradualment les llengües semítiques orientals i cananees a gran part del Pròxim Orient, sobretot després de ser adoptat com a lingua franca del vast Imperi neoassiri (911-605 aC) per Teglatfalassar III durant el segle VIII aC, i de ser conservat pels successius imperis neobabilònic i aquemènida.
La llengua caldea (no s'ha de confondre amb l'arameu ni amb la seva variant bíblica, de vegades anomenada caldea) era una llengua semítica del nord-oest, possiblement estretament relacionada amb l'arameu, però no en queden exemples, ja que després d'establir-se al sud-est de Mesopotàmia des del Llevant durant el segle IX aC, els caldeus semblen haver adoptat ràpidament les llengües accadia i aramea dels indígenes mesopotàmics.
Les antigues llengües sud-aràbiques (classificades com a semítiques meridionals i, per tant, diferents de l'àrab centresemític) es parlaven als regnes de Dilmun, Sheba, Ubar, Socotra i Magan, que en termes moderns abastaven part de la costa oriental de l'Aràbia Saudita, i Bahrain, Qatar, Oman i el Iemen. Es creu que les llengües semítiques meridionals es van estendre a la Banya d'Àfrica cap al segle VIII aC, on va sorgir la llengua Gueez (tot i que la direcció de la influència continua sent incerta).

### Segle I al segle XX dC

Exemple de cal·ligrafia àrab

El siríac clàssic, un dialecte de l'arameu mitjà oriental de l’any 200 dC, utilitzat com a llengua litúrgica a Mesopotàmia, el Llevant i Kerala, a l'Índia, va assolir importància com a llengua literària del cristianisme primitiu entre els segles III i V i va continuar fins a l'època islàmica primerenca.
La llengua àrab, tot i que es va originar a la península Aràbiga, va sorgir per primera vegada en forma escrita entre els segles I i IV dC a les regions meridionals del Llevant. Amb l'arribada de les primeres conquestes àrabs dels segles VII i VIII, l'àrab clàssic va acabar substituint moltes (però no totes) de les llengües i cultures semítiques indígenes del Pròxim Orient. Tant el Pròxim Orient com el nord d'Àfrica van veure una afluència d'àrabs musulmans de la península Aràbiga, seguits més tard per pobles musulmans iranians i turques no semítics. Els dialectes arameus anteriorment dominants mantinguts pels assiris, babilonis i perses van començar gradualment a ser marginats, però els dialectes descendents de l'arameu oriental (inclosos el suret (varietats assíria i caldea), el turoyo i el mandeic) sobreviuen fins avui entre els assiris i mandeus del nord i sud de l'Iraq, el nord-oest de l'Iran, el nord-est de Síria i el sud-est de Turquia, amb fins a un milió de parlants fluids. El siríac és una llengua reconeguda a l'Iraq, a més, l'àrab mesopotàmic és un dels dialectes de l'àrab més influenciats pel siríac, a causa del fet que el siríac, concretament el dialecte d’Edessa, es va originar a Mesopotàmia. Mentrestant, l'arameu occidental només el parlen uns quants milers d'arameus cristians i musulmans (siríacs) a l'oest de Síria. Els àrabs van estendre la seva llengua semítica central al nord d'Àfrica (Egipte, Líbia, Tunísia, Algèria, Marroc i el nord del Sudan i Mauritània), on va substituir gradualment el copte egipci i moltes llengües berbers (tot i que el berber encara existeix en gran part en moltes zones), i durant un temps a la península Ibèrica (l'actual Espanya, Portugal i Gibraltar) i Malta.

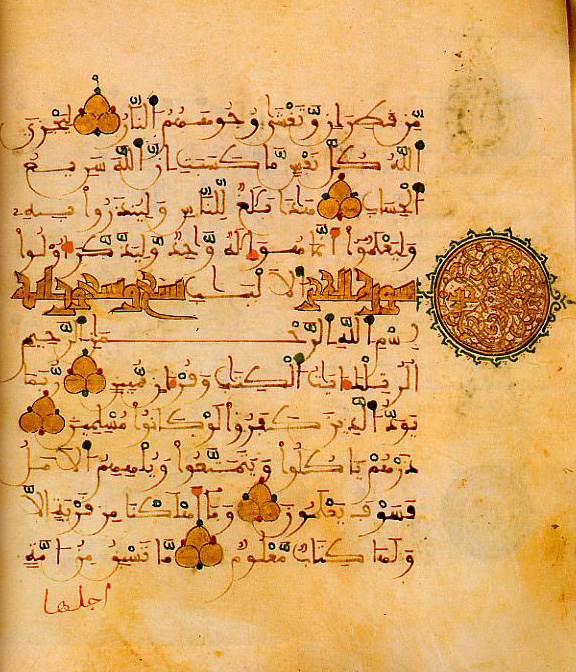
Pàgina d'un Alcorà del segle XII en àrab

Amb el mecenatge dels califes i el prestigi del seu estatus litúrgic, l'àrab es va convertir ràpidament en una de les principals llengües literàries del món. Tanmateix, la seva difusió entre les masses va trigar molt més, ja que moltes (encara que no totes) de les poblacions natives de fora de la península Aràbiga van abandonar gradualment les seves llengües en favor de l'àrab. A mesura que les tribus beduïnes s'assentaven a les zones conquerides, es va convertir en la llengua principal no només de l'Aràbia central, sinó també del Iemen, la Mitja Lluna Fèrtil i Egipte. La major part del Magrib va seguir el mateix camí, concretament arran de la incursió dels Banu Hilal al segle XI, i l'àrab es va convertir en la llengua materna de molts habitants d’al-Àndalus. Després del col·lapse del regne nubi de Dongola al segle XIV, l'àrab va començar a estendre's al sud d'Egipte fins al Sudan modern; poc després, els Beni Ḥassān van portar l'arabització a Mauritània. Encara sobreviuen diverses llengües sud-aràbiques modernes diferents de l'àrab, com el soqotri, el mehri i el shehri, que es parlen principalment a Socotra, el Iemen i Oman.
Mentrestant, les llengües semítiques que havien arribat del sud d'Aràbia al segle VIII aC es diversificaven a Etiòpia i Eritrea, on, sota una forta influència cuixítica, es van dividir en diverses llengües, com ara l'amhàric i el tigrinya. Amb l'expansió d'Etiòpia sota la dinastia salomònica, l'amhàric, anteriorment una llengua local menor, es va estendre per gran part del país, substituint tant les llengües semítiques (com el gafat) com les no semítiques (com el weyto), i substituint el geʽez com a principal llengua literària (tot i que el geʽez continua sent la llengua litúrgica dels cristians de la regió); aquesta propagació continua fins avui, amb el qimant a punt de desaparèixer en una altra generació.

## Classificació de les llengües semítiques

Esquema en forma d'arbre mostrant la genealogia de les llengües semítiques i la seva distribució temporal. Cliqueu el gràfic per ampliar-lo

### Semític oriental
- Accadi — extingit
- Eblaïta — extingit

### Semític occidental

#### Semític central

##### Semític nord-occidental
- Amorita — extingit
- Ugarític — extingit
- Llengües canaanites
  - Ammonita — extingit
  - Moabita — extingit
  - Edomita — extingit
  - Hebreu
    - Hebreu bíblic — llengua de la lectura de la Torà, revifada en l'hebreu modern
    - Hebreu mixnaic — llengua de la lectura del Talmud i d'altres textos rabínics
    - Hebreu medieval
    - Hebreu mizrahí — parlat a Israel-Palestina, Iemen, Iraq i a la diàspora
    - Hebrey teimani — llengua dels jueus iemenites
    - Hebreu sefardita — base de la pronúncia normativa estàndard de l'hebreu modern
    - Hebreu asquenazita — pervivent en la llengua moderna
    - Hebreu samarità — parlat a Holon, Tel-Aviv i Nablus
    - Hebreu modern — llengua oficial de l'estat d'Israel-Palestina

  - Fenici — extingit
    - Púnic — extingit
- Arameu
  - Arameu occidental
    - Nabateu — extingit
    - Arameu occidental mitjà
    - Neoarameu occidental (ma'lula)

  - Arameu oriental
    - Arameu bíblic — extingit
    - Hatran Aramaic — extingit
    - Siríac
    - Neoarameu caldaic
    - Neoarameu assiri
    - Senaia — amb descendència en les llengües modernes
    - Koi sanjaq surat
    - Hertevin
    - Turoio
    - Mlahsô — extingit
    - Mandeu
    - Judeoarameu

##### Llengües aràbiques
- Antic nord-aràbic — extingit
- Àrab:
  - Àrab clàssic (la llengua alcorànica i de la literatura primerenca), àrab literari (اللغة العربية الفصحى, àrab fusha), àrab estàndard modern…
  - Dialectes àrabs moderns
    - Dialectes orientals
      - Dialectes peninsulars
        - Dhofari — Oman, Iemen
        - Àrab iemenita
        - Àrab hijazí — Aràbia Saudita
        - Àrab najdí — Aràbia Saudita
        - Àrab omaní

      - Dialectes beduïns
        - Àrab beduí egipci oriental
        - Àrab beduí peninsular

      - Dialectes centreasiàtics
        - Àrab de l'Àsia central
        - Àrab khuzestaní
        - Àrab xirvaní— extingit

      - Àrab egipci — el Caire i regió del Delta
        - Àrab saidí — Alt Egipte

      - Dialectes del Golf
        - Àrab bahreiní — Bahrein
        - Àrab del Golf
        - Àrab xihhí — Emirats Àrabs Units

      - Àrab llevantí
        - Àrab xipriota maronita
        - Llevantí septentrional — Líban, Síria
          - Àrab libanès

        - Llevantí meridional — Jordània, Palestina-Israel
          - Àrab palestí

      - Àrab iraquià
      - Àrab sudanès

    - Àrab magribí
      - Àrab algerià
      - Àrab xuwa — Txad
      - Hassaniyya — Mauritània i Sàhara
      - Àrab libi
      - Àrab andalusí — extingit
      - Siculoàrab — Sicília, extingit
        - Maltès

      - Àrab marroquí
      - Àrab tunisenc

#### Semític meridional

##### Semític meridional occidental
- Antic sud-aràbic — extingit
  - Sabeu — extingit
  - Mineu — extingit
  - Qatabaní — extingit
  - Hadramàutic — extingit

- Llengües etiòpiques
  - Etiòpic septentrional
    - Gueez — extingit, llengua litúrgica
    - Tigrinya — llengua nacional d'Eritrea
    - Tigre (tigré)
    - Dahalik

  - Etiòpic meridional
    - Transversal
      - Amhàric — llengua nacional d'Etiòpia
      - Argobba
      - Harari
      - Silt'e
      - Zai

    - Exterior
      -         - grup-n
          - Gafat — extingit
          - Soddo (kistane)

        - tt-group:
          - Inor
          - Mesmes
          - Mesqan
          - Sebat bet gurage

##### Semític meridional oriental
- Batharí
- Harsusí
- Hobyot
- Jibbalí (xehri)
- Mehri
- Socotrià